# Thecobathra nivalis
Thecobathra nivalis is een vlinder uit de familie van de stippelmotten (Yponomeutidae). De wetenschappelijke naam van de soort werd in 1971 gepubliceerd door S. Moriuti.